# Fawaz al-Assad
Pour les articles homonymes, voir al-Assad.
Fawaz al-Assad est le cousin germain de Bachar al-Assad, son père, Jamil al-Assad étant le frère de Hafez al-Assad. Il dirige la milice chabiha avec son frère Munzer al-Assad,. Munzer et Fawaz al-Assad sont également impliqués dans de nombreux trafics à partir de leur bastion de Lattaquié.

## Affaires judiciaires
En novembre 2012, un juge d'instruction libanais, Chawki al-Hajjar, émet une ordonnance d'inculpation visant Munzer al-Assad, Fawaz al-Assad et leur sœur Falak al-Assad.
Accusés de faux et usage de faux, les trois membres du clan Assad auraient utilisé un faux document officiel (faux certificat de divorce de leurs parents) pour retirer plusieurs millions de dollars déposés dans des banques libanaises par leur père, Jamil al-Assad.
Quand ce dernier est décédé fin 2004, les trois enfants ont tenté de capter son héritage, en retirant sa fortune des banques à Beyrouth.
Interrogée par L’Orient-Le Jour, une source judiciaire libanaise confirme cette information, toujours selon cette source, les trois membres du clan Assad avaient déjà été condamnés par la justice syrienne pour le même motif, mais le juge syrien qui a prononcé le jugement avait été par la suite, lui-même condamné pour « faux ».

## Sanctions internationales
En tant que membre et chef chabiha, Fawaz al-Assad est sanctionné avec treize autres responsables syriens par un gel de ses avoirs, une suppression de visa d'abord le 29 avril 2011 par les États-Unis puis par l'Union européenne à partir du 29 mai 2011,.

## Sources